# Mostafa Chendid
Mostafa Chendid (født 1967 i Marokko) er en imam og intellektuel. Han kom til Danmark i 1990 og har været imam i Islamisk Trossamfund og ved Imam Malik Instituttet i Valby og formand for Det Islamiske Marokkanske råd i Skandinavien 2008-17. I 00'erne optrådte han i danske medier med konservative og relativt kontroversielle holdninger i trosrelaterede spørgsmål. Siden har han skiftet syn og taler i dag for et sekulært samfund og for at afpolitisere islam. 

## Personlig historie
Mostafa Chendid foretog som ung handelsstudier i Marokko, men fulgte også sin fars islamiske studier hos lærde i fødelandet. Han flygtede fra sin fars strenge opdragelse til Danmark i 1990. I starten ernærede han sig ved at gøre rent og undervise i islam og arabisk. Han fik dansk statsborgerskab i 2002. Han har desuden ernæret sig som taxachauffør i København, men fungerede også i en årrække som anden-imam i Islamisk Trossamfund efter Ahmed Abu Laban. Da denne døde af kræft i 2007, blev Chendid konstitueret som leder af trossamfundet i tre måneder. Året efter forlod han imidlertid trossamfundet efter interne uenigheder. Han har siden været imam ved det lille Imam Malik Institut i Valby, og i 2008-17 formand for Det Islamiske Marokkanske råd i Skandinavien. Han har været gift siden 1996. 
Chendid behersker fire sprog, nemlig (arabisk, engelsk , dansk og fransk), men foretrækker engelsk. Han beskrives som en meget belæst mand, også i emner som vestlig filosofi, kvantefysik, ateisme og europæisk historie, og har ry for at medbringe bøger til sine foredrag og anbefale dem.

## Holdninger
Chendid har været i de danske medier ved en række lejligheder, ikke mindst i perioden, da han var imam for Islamisk Trossamfund. I flere situationer har hans udtalelser virket kontroversielle i offentligheden. 
Han kom i mediernes søgelys, da B.T. den 13. juni 2005 skrev, at Chendid i strid med dansk lovgivning sammen med to andre imamer hos Islamisk Trossamfund, Abu Laban og Abu Jihad, indvilgede i at lade unge piger under 18 år, der anmodede om det, blive islamisk gift.

### Kvinder og tørklæder
Det vakte også en del opmærksomhed, da han til Jyllandsposten på kvindernes internationale kampdag den 8. marts 2007 udtalte, at alle kvinder, ikke kun muslimske, burde gå med tørklæde. Det resulterede i, at han blev anmeldt til Ligestillingsministeriet. I et interview i Weekendavisen uddybede han bagefter: "Jeg er træt af, at medierne altid skal fremstille muslimer, som om vi står i et modsætningsforhold til det danske samfund. Mit mål er, at muslimer ikke skal opfattes som et fremmedelement i samfundet, men være en naturlig del af det. Og nej, jeg har ikke sagt, at danske kvinder skal tvinges til at gå med tørklæde. Jeg sagde til journalisten, at tørklæde var en forpligtelse over for Gud, for det er det ifølge Koranen, men det betyder ikke, at jeg har sagt, at en kvinde med tørklæde er et bedre menneske end en kvinde uden." I samme interview sagde han: "Lad mig nævne Amerika. Hvert halve minut er der en ny voldtægt. Når en kvinde svanser af sted, så frister det mændene, og tørklædet tjener til at beskytte hende". Tilsvarende forsvarede han den muslimske mosketradition, hvor kvinderne ikke har plads i selve moskeen, men kan høre imamens prædiken gennem en højtaler i bygningen overfor, med ordene: "Den muslimske bedestilling er nu engang sådan, at mænd ikke kan koncentrere sig i moskeen, hvis der ligger kvinder på knæ."

### Israel/Palæstina
Ved en række lejligheder har han udtalt sig om den israelsk-palæstinensiske konflikt på en stærkt Israel-kritisk måde. I februar 2007 sagde han i en fredagsbøn på arabisk om de israelske soldater, der havde beskudt muslimer under sammenstød i Jerusalem: "Så sent som i dag skyder disse jøder med skarpt, disse fjender af Gud. Allah skal befri det sted, Al-Aqsa-moskéen". I samme tale holdt han USA ansvarlig for terrorangrebet i London 2005 på grund af landets udenrigspolitik. Selvmordsangreb, der dræbte civile israelere,  betegnede han som selvforsvar."Hvis vi fjerner undertrykkelsen fra jøderne, ville der ikke være flere selvmordsbombere. Hvis palæstinenserne fik våben ligesom jøderne, undskyld israelerne, jeg er meget præcis nu... Jeg mente israelere i talen, hvis du kan rette det."
Han betragtede derfor selvmordsangreb i Irak og Israel som legitime, fordi landene var besat, og udtrykte støtte til organisationen Hamas i Gaza.

### Muhammedkrisen
Under Muhammedkrisen i forbindelse med Jyllandspostens offentliggørelse af en række karikaturtegninger af profeten Muhammed i 2005 var Chendid med i Islamisk Trossamfunds arbejdsgruppe om sagen, men deltog ikke i den kontroversielle rejse, som danske imamer foretog til Mellemøsten. Udadtil tordnede han mod tegningerne, som han mente blev til en provokation, fordi den danske regering ikke ville tage afstand fra dem. I sin første fredagsbøn efter Ahmed Abu Labans begravelse lovede han at fortsætte arbejdet for at få Jyllandsposten dømt for at have krænket muslimske følelser med Muhammed-tegningerne. 
Samtidig forsøgte han ifølge sine egne oplysninger indadtil i trossamfundet at dæmpe krisen. På samme måde manede han til besindighed, da flere af tegningerne blev genoptrykt i danske aviser i 2008, og nogle unge lavede uro som reaktion herpå: "Muhammed har ikke lært jer at brænde biler, skoler og offentlige bygninger. Han har lært jer at opføre sig civiliseret. Lyt til jeres forældre og til Allahs budskab: "Jeg har tillid til dig, unge mand/pige. Vis besindighed." ", sagde han på det tidspunkt i en fredagsbøn.

### Forhold til demokrati og det omgivende samfund
Chendid bekendte sig i et interview i 2007 til ytringsfrihed og demokrati. I en fredagsbøn samme år kritiserede han, at muslimer efter hans opfattelse blev frosset ude fra det danske demokrati - at uanset, hvor meget de danske muslimer prøvede at integrere sig og komme godt ud af det med danskerne, blev de konstant skubbet væk. "Ytringsfriheden og velfærdssystemet er ikke for jer", fortalte han bl.a. tilhørerne.
Under valgkampen op til folketingsvalget 2007, hvor organisationen Hizb ut-Tahrir opfordrede muslimer til ikke at stemme, anbefalede Mostafa Chendid omvendt alle muslimer at gå i stemmeboksene: "Jeg vil ikke blande mig i, hvad Hizb ut-Tahrir mener. Det er deres sag. Jeg synes bare, at det er vigtigt, at muslimerne giver deres mening til kende, siger han." 
Tidligere samme år havde han anbefalet danske muslimer at stemme på den 25-årige socialrådgiver Asmaa Abdol-Hamid, der i 2007 stillede op til Folketinget for Enhedslisten, uden dog at blive valgt.
Chendid har ved flere lejligheder udtalt sig kritisk om det danske samfund, der ifølge ham udstøder muslimer og giver dem færre rettigheder og muligheder - et forhold, der kan presse svage sjæle ud i radikale grupper og i værste fald ud i terrorhandlinger: "Ingen, der udfører terror, er velkomne i noget som helst land. Men pres dem ikke til at gøre det. Lad være med at gøre grin med vores profet. Lad være med at gøre grin med vores Gud. Lad være med at gøre grin med vores religion. For så vil det ikke ske (terrorhandlinger, red.). Det er bare et råd. Prøv at forstå. Vi er en del af dette land. Det er vores land!"
En af Chendids kongstanker er, at de muslimske indvandrere til Danmark og ikke mindst deres børn skal uddanne sig godt og få arbejde. "Hvis du har en god uddannelse, vil Danmark lytte til dig. Det er altid de intellektuelle, der skaber forandringen. Hvis vi fortsætter med at modtage bistandshjælp og dagpenge, forbedrer vi ikke vores situation."

### Holdningsskifte
I et interview i Weekendavisen i september 2017 gjorde Mostafa Chendid op med sit tidligere syn på idealet om et islamisk styre bygget på sharia og kaldte det for en totalitær utopi. I stedet ønskede han et sekulært samfund: "Det er på tide, at vi giver tilbage til Danmark, ikke tager fra Danmark. Ikke være en der altid tigger om penge. Vi vil gerne være i retten, ikke som kriminelle men som dommere, i parlamentet, som undervisere i sociologi og antropologi. Vi skal være danske borgere. Elske det her land, føle en forbindelse til landet. Jøder, kristne og muslimer lever her. Vi mødes på hospitalet, på kommunen. Sekularisme er det bedste for menneskeheden... Danmark er ikke imod religion, det er bare adskilt fra politikken. Jeg elsker det her land. I de kristne stater i Middelalderen, var der ingen plads til muslimer, og i totalitære stater er der ingen plads til minoriteter. Her kan alle bo...  Islam er personligt. Ingen kan hævde at tale på vegne af islam, eller har ret til at monopolisere islam. Ingen kan sige, at de har ret, og vi tager fejl." Holdningsskiftet begrundede han med sin vedvarende læsning og studier af filosofiske og andre skrifter. Samtidig gentog han, at uddannelse og dygtiggørelse er vejen for danske muslimer til at klare sig bedre i fremtiden: "Vi kom hertil for 30 år siden, og så spørger vi, hvorfor europæerne ikke respekterer os. Fordi det handler om at studere og lære og blive involveret. Den bedste måde er at gå i skole. De vil respektere os, hvis de ser os som lærere, læger, tænkere, universitetsundervisere. Undervisning er gratis. Du skal bare gå hen til skolen, der er biblioteker, for guds skyld."